# Dales
Vous lisez un « article de qualité » labellisé en 2018.
Le Dales (anglais : Dales) est l'une des races reconnues de poneys des montagnes et des landes, originaires des îles Britanniques. Influencé par d'autres races, notamment par le Welsh cob, le Dales a longtemps travaillé comme poney de bât pour l'exploitation des mines des Pennines, sa région natale, et plus particulièrement des Yorkshire Dales qui lui ont donné son nom. Disposant d'un registre généalogique dès 1916 avec la création de la Dales Pony Improvement Society (Société d'amélioration du poney Dales), il est menacé de disparition très tôt après la Seconde Guerre mondiale, en raison de réquisitions militaires et de la motorisation. L'action de la Dales Pony Society (Société du poney Dales), créée en 1963, permet de sauvegarder la race et de redresser ses effectifs une dizaine d'années plus tard. Le Dales est exporté depuis les années 1990 vers les États-Unis et le Canada, qui ont créé leur société de race.
Le Dales est très proche du Fell, bien qu'un peu plus grand. Ce poney solidement charpenté, doté de fanons abondants, mesure en moyenne 1,45 m au garrot, et porte le plus souvent une robe noire. Il est désormais apprécié pour le tourisme équestre et l'attelage, sa force lui permettant de porter aisément un homme adulte sur tous types de terrains. Malgré sa bonne diffusion vers l'Amérique du Nord, la race reste globalement rare, et menacée d'extinction.

## Histoire

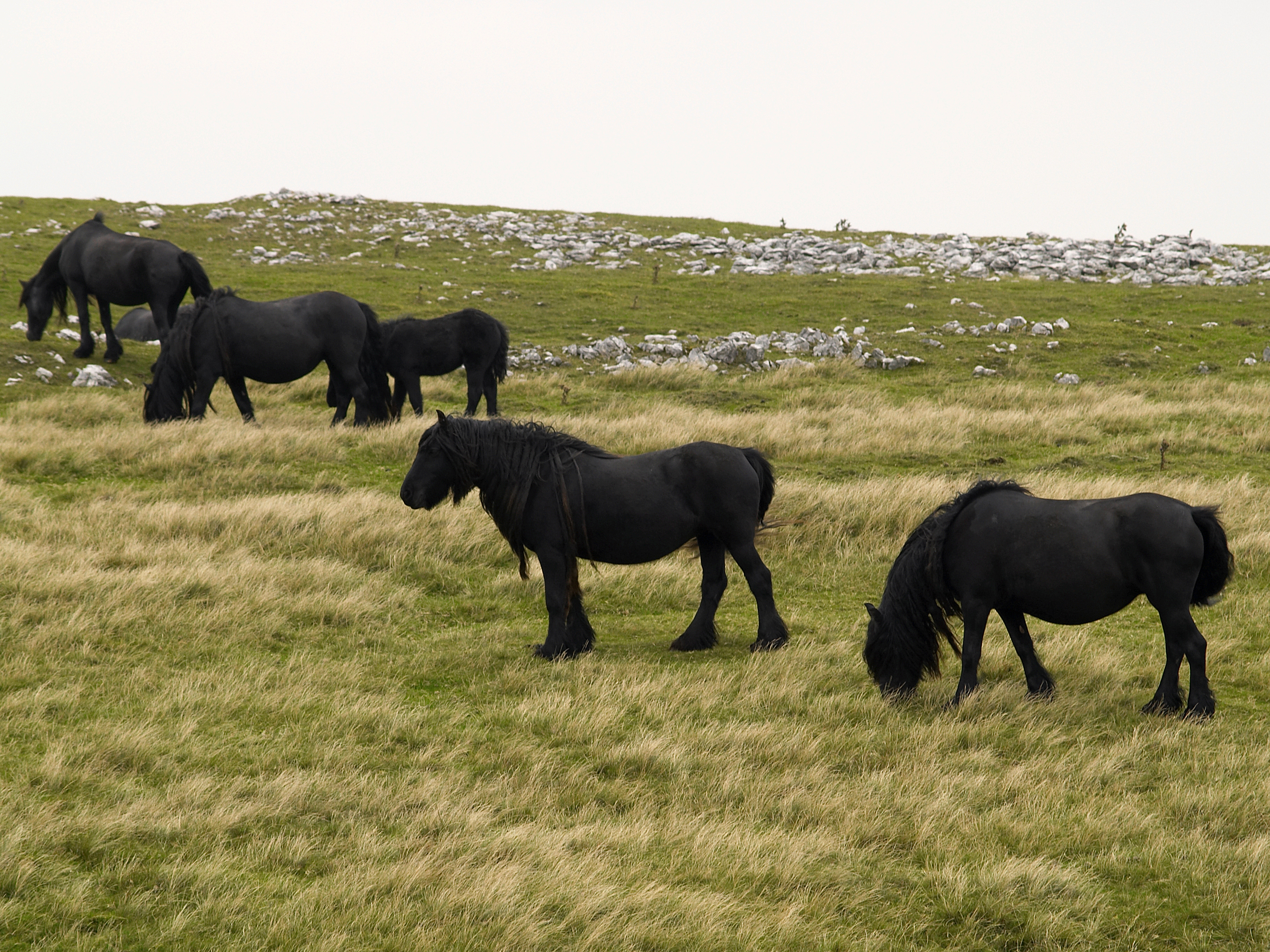
Groupe de poneys dales en semi-liberté dans les Pennines.

Le poney Dales doit son nom aux vallées de son biotope originel, dales signifiant « vallées » en anglais. La race est également connue sous le nom de Dales Galloway, en raison de l'influence du Galloway écossais.

### Origine
Le Dales est une race de poney du Yorkshire du Nord, du Cumberland et du comté de Durham. Il provient de l'Est des Pennines, des vallées de Tyne, de l'Allen, de la Swale et de la Tees,. Comme les autres poneys des îles britanniques dits « mountain and moorland » (poney des montagnes et des landes), ses origines sont très anciennes. Il vit traditionnellement à l'état semi-sauvage. Selon Elwyn Hartley Edwards, le Dales descend du poney celte. Des ossements de chevaux remontant à l'époque romaine ont été retrouvés à Ribchester, dans le berceau de race du Dales, pendant des recherches archéologiques effectuées dans les North Pennines en 2009. Les Romains nomment une ancienne tribu britannique de l'Est des Pennines les Gabrantovici, ce qui signifie « guerriers à cheval ». Divers ouvrages de vulgarisation voient dans ces chevaux romains proches du Frison les ascendants du Dales, qui auraient participé à la construction du mur d'Hadrien et lui auraient légué sa robe noire.
Les études génétiques postulent une origine romaine commune des races du Fell et du Dales, la proximité entre ces deux races étant, de plus, soulignée de longue date,. Un lien entre ces deux races et le Frison est attesté génétiquement. Il existe aussi une relative parenté avec la race du Suffolk Punch.
Les Dales proviennent du versant est des Pennines, les Fell du versant ouest. L'étude de l'université de l'Oklahoma y voit un descendant du « poney des Pennines », avec l'influence du Galloway écossais, du trotteur Norfolk et du poney Wilson. D'après une étude génétique réalisée en 2005, le Dales serait un descendant du Galloway, qui a subi davantage d'introgression que le Fell. Par contre, bien que géographiquement proches, le Cleveland Bay et le Dales ne sont pas apparentés. De même, la distance génétique entre le Dales et le Clydesdale se révèle conséquente, ce qui tend à invalider la théorie de l'influence Clydesdale sur la race,. Le Dales semble enfin morphologiquement apparenté au Døle Gudbrandsdal de Norvège.

### De l'Antiquité auXIXesiècle
L'histoire de la race Dales se mêle étroitement à celle des mines du Derbyshire, en particulier celles d'Allendale et d'Alston Moor, au XIXe siècle. Cette région d'Angleterre s'étend des monts du Derbyshire jusqu'à la frontière écossaise. Des activités minières existent dans cette région depuis l'époque romaine. Richard Scrope, alors lord chancelier, possède les mines de Wensleydale au XIVe siècle. Le minerai de fer, le combustible pour la fusion et le plomb travaillé sont transportés sur le dos de poneys de bât, chaque poney portant 110 kg. Des groupes de 20 poneys en file sont menés loose (non-tenus), sous la surveillance d'un homme monté à cheval. Ces poneys portent le minerai depuis les galeries jusqu'à l'estuaire de la Tyne, le premier port étant distant de 400 km. Ces files de poneys bâtés et tenus par un ou deux hommes réalisent des trajets quotidiens d'environ 80 km.
Le Dales moderne est probablement le résultat d'un croisement entre ces poneys de travail originels, le Galloway écossais et les juments des Pennines,, survenu dans le berceau de race à la fin des années 1600. Un siècle plus tard, le Cob du Norfolk influence la race, via une lignée descendante du Darley Arabian. La plupart des Dales subsistants ont un pedigree qui les rattache à cet étalon influent, l'un des étalons fondateurs du Pur-sang. Pendant les XVIIIe et XIXe siècles, la race est croisée avec le Trotteur Norfolk, le Pur-sang, le carrossier du Yorkshire et le Welsh cob, afin de renforcer ses capacités de trotteur et de lui donner davantage de taille et de cadre. Grâce à son agilité, à sa puissance et à sa vitesse, le Dales connaît de grands succès en courses de trot au XVIIIe siècle et participe aussi aux chasses à courre. Le Fell continue à influencer le Dales jusqu'au début du XXe siècle, les deux races étant communément désignées sous le nom de poney des Pennines avant leur séparation. Le célèbre étalon Welsh cob Comet, né en 1851, influence tout particulièrement le Dales, pendant ses années de compétition à Westmorland. Cela introduit une certaine ressemblance entre les deux races. Le Dales prend de la taille  mais garde cependant ses caractéristiques de poney. Par la suite, le Dales est réputé avoir été croisé avec des Clydesdales.

### AuXXesiècle

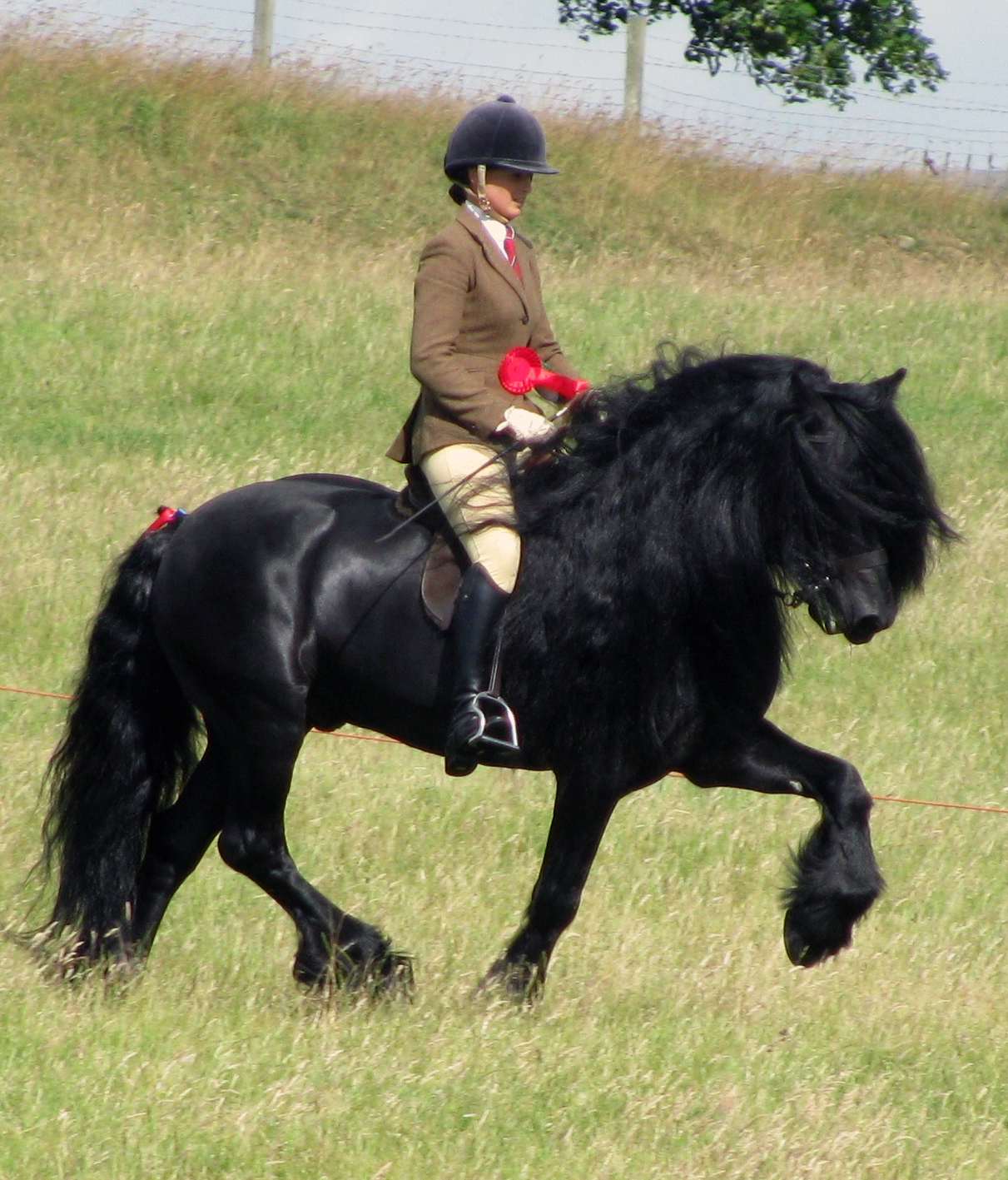
Étalon dales monté.

Avant la création de sa société de race, le Dales est extrêmement méconnu hors de sa région d'origine. Une première initiative voit le jour en 1912. La même année, Dalesman est désigné comme étalon Fell « premium » par le Ministère de l'Agriculture, de la Pêche et de l'Alimentation. En 1924, il est ré-enregistré comme un Dales. Les meilleurs étalons dales sont récompensés dans un premier temps par le Board of Agriculture (ministère de l'agriculture) et plus tard par le War Office, pour s'assurer que ces étalons influenceront positivement l'élevage de la race. À l'époque de la Première Guerre mondiale, la British Army réquisitionne des Dales pour servir en Europe, dans l'artillerie notamment. Le Dales est alors considéré comme étant aux deux tiers Clydesdale. L'influence du Clydesdale diminue nettement chez les chevaux plus modernes. La Dales Pony Improvement Society (Société pour l'amélioration du poney Dales) est créée en 1916  et avec elle, le premier stud-book de la race. Elle dénonce les croisements avec le Clydesdale comme néfastes pour le Dales.
Au début des années 1920, 200 Dales sont achetés par la British Army, la race Dales représentant le cheval le plus vendable du Nord de l'Angleterre. Les meilleurs individus sont choisis parmi la faible population restante, avec un minimum de chevaux influencés par le cheval de trait. Les exigences sont très spécifiques : tous les poneys doivent être âgés d'au moins 5 ans révolus, mesurer 1,42 m à 1,47 m, peser au moins 450 kg, présenter une circonférence à la poitrine de 1,70 m minimum et être capables de porter 133 kg dans des terrains montagneux. À la suite des réquisitions par l'armée comme poneys d'artillerie et à l'utilisation massive de Dales pour tracter des attelages commerciaux vers les villes et villages lors de la Seconde Guerre mondiale, la race frôle la disparition. De nombreux poneys d'usage militaire ne regagnent jamais leur région d'origine. La plupart sont abattus pour leur viande. Entre 1945 et 1947, il ne reste plus que 50 Dales dans le stud-book, constituant les effectifs les plus réduits de toute l'histoire de la race.
La Dales Pony Improvement Society envisage un plan de sauvegarde au terme de la Seconde Guerre mondiale. Comme pour toutes les races de travail, la motorisation des transports et de l'agriculture met le Dales en péril. Il passe le cap des années 1950 grâce à son utilisation en randonnée et pour les loisirs équestres. Cependant, seuls 18 poulains de race naissent entre 1948 et 1952. En 1955, le stud-book ne compte plus que quatre pouliches. Malgré cette situation, le poney Dales Mountain Heather II obtient une grande célébrité locale dans les années 1950 et 1960. En 1963 (ou 1964), la création de la Dales Pony Society (Société du poney Dales) donne un nouveau souffle à ces poneys. L'année suivante, la courbe de population de la race s'inverse. La Dales Pony Society se réorganise, sous l'impulsion d'un petit groupe d'éleveurs, et introduit un « classement-enregistrement » dans le but d'identifier les poneys d'élevage ayant des caractéristiques du type Dales mais non-enregistrés dans le stud-book,. Dans les années 1960, trois étalons Fell entrent en croisement avec les juments Dale afin de sauver la race.
Cette action est une réussite, au point qu'en 1971, la population est reconstituée et le programme interrompu. La Dales Pony Improvement Society a classé la race comme étant « en voie d'extinction » jusqu'en 1970 où elle passe dans la catégorie des « poneys rares ». Ses qualités de randonneur assurent désormais la sauvegarde du Dales.

### Exportations vers l'Amérique du Nord
Dans les années 1990, le cheptel de poneys Dales a suffisamment augmenté pour autoriser des exportations : le premier Dales importé en Amérique du Nord l'est en 1991. 12 le sont au Canada en 1991, et 4 aux États-Unis en 1994. La Dales Pony Association of North America est créée en 1993.
En 1999, 60 poneys de la race sont répertoriés en Amérique du Nord, pour une population totale estimée à 800 individus dans le monde. La même année, la Dales Pony Society of America est créée comme société officielle nord-américaine, sous la responsabilité du stud-book britannique. Le recensement de 1999 au Royaume-Uni permet de comptabiliser un cheptel d'au moins 901 poneys. En 2001, avec 850 juments recensées, le Dales reste considéré comme une race « vulnérable ».

## Description

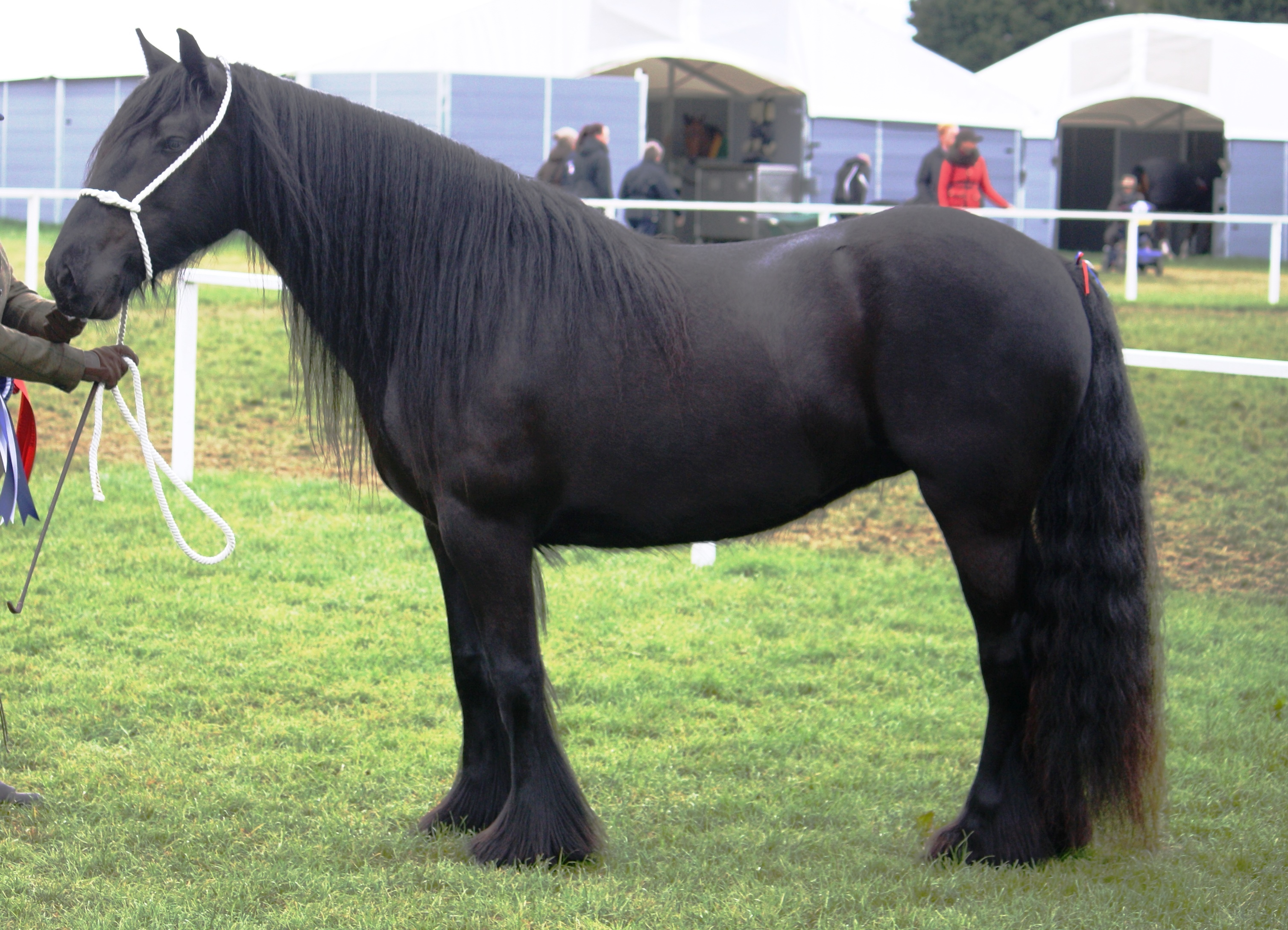
Jument dales de quatre ans, championne de race, en 2013.

Le Dales mesure idéalement de 1,42 m à 1,46 m au garrot selon son standard de race (2018). CAB International indique (en 2016) une fourchette de taille plus réduite, de 1,35 m à 1,45 m. Au contraire, Elwyn Hartley Edwards indique (2016) une moyenne de 1,47 m. Le Dales est un peu plus grand que le Fell mais reste très difficile à distinguer de ce dernier. Une coutume locale britannique veut que les Dales portent un ruban tricolore dans la queue pour être distingués des Fell en concours. Il constitue le plus grand et le plus charpenté des poneys britanniques dits mountain and moorlands,.

### Morphologie

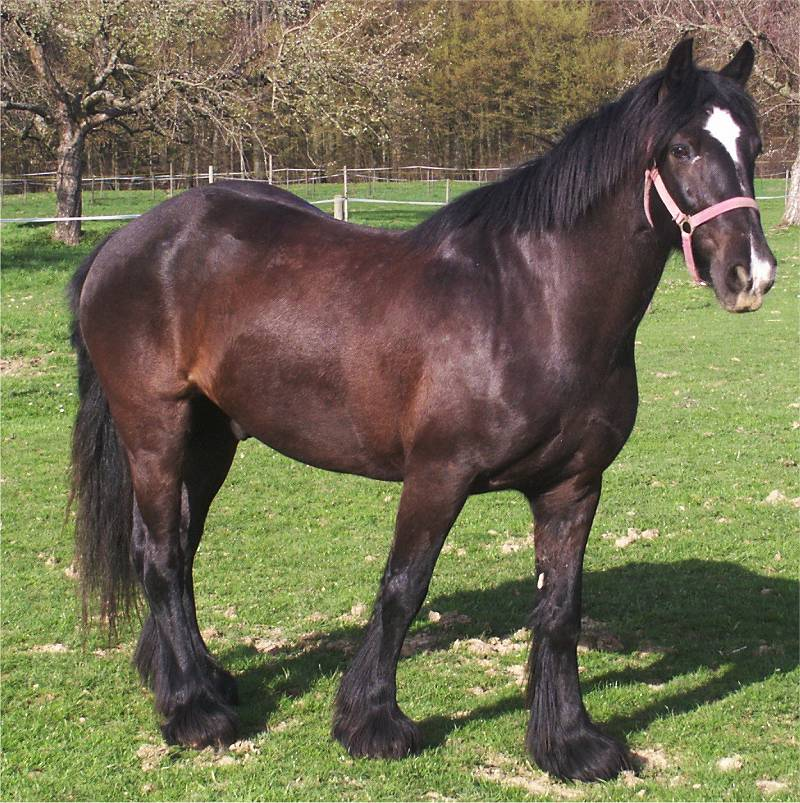
Poney de grand modèle, aux marques blanches en tête étendues.

Solide, puissant et bien conformé, le Dales garde peu de traces de l'influence du Clydesdale, si ce n'est par sa robustesse et la qualité de ses membres. Il dispose aussi d'une bonne ossature qui fait sa renommée : le Dales est l'un des chevaux qui disposent du plus fort squelette comparativement à leur taille, avec le Percheron. Il dégage une impression de force, en raison de son aspect près de terre et ramassé.

### Tête
La tête du Dales est typiquement une tête de poney,, petite, fine, nette et expressive, bien que parfois un peu longue. Le chanfrein est rectiligne, parfois un peu busqué, le front est large entre les deux yeux. Les oreilles sont petites, fines, mobiles et bien découpées, légèrement incurvées. Le nez est bien dessiné et mobile. Les yeux sont petits et bien écartés,.

### Corps et membres
Le corps est bien conformé, l'encolure est belle, musclée et d'une longueur moyenne, la croupe ample et oblique ou ronde, puissante. Il arrive parfois que le dos soit un peu long et l'épaule un peu courte. Les épaules sont droites. Les membres sont longs et fins, très forts et musclés, avec un tour de canon de 20 à 22 cm. Les fanons sont aussi fournis, fins, soyeux et ondulés que ceux du Frison. Les sabots sont grands, faits d'une corne noir-bleu caractéristique et très dure.

### Robe

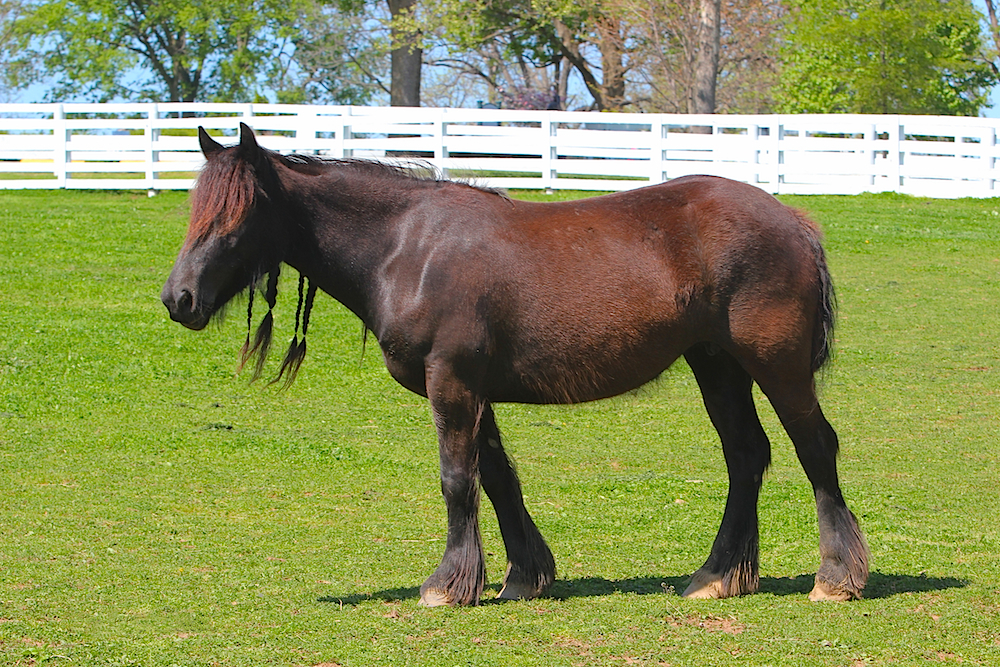
Jument dales noire, présentée au Kentucky Horse Park.

La robe la plus répandue est noire,, ce qui est plutôt rare pour un poney britannique. Il existe aussi des bai-bruns, bais et rouans. Les rares poneys gris dénotent une ascendance Clydesdale plus marquée mais comme les précédents, ils sont admis par le stud-book. En revanche, l'alezan est impossible.
Les seules marques blanches admises sont une petite étoile ou une pelote en tête ; les listes et museaux roses ou blancs ne sont pas permis. Cette exigence a été ajoutée en 1964 au standard de la race. Les balzanes doivent être les plus discrètes possible, limitées à un principe de balzane sous l'articulation du boulet. Listes et balzanes sont aussi considérées comme un héritage du Clydesdale. Les poneys avec des excès de marques blanches peuvent être enregistrés dans le registre B du stud-book.

### Tempérament, entretien et allures
Ses origines humbles de poney de bât lui ont conféré un tempérament calme. Le Dales possède moins de « sang » que le Fell, il est doux et docile, de pied sûr, vigoureux, intelligent et endurant,. L'impression d'ensemble doit être celle d'un animal alerte et courageux, mais calme et gentil.
Il est davantage conseillé aux adultes qu'aux jeunes enfants, en raison de son tempérament fort. Il est facile d'entretien et résistant aux maladies, l'élevage s'effectuant le plus souvent au plein air. Ses allures sont actives, parfois légèrement relevées. Un poney dales doit se déplacer avec énergie et puissance, en levant les sabots bien au-dessus du sol. Il dispose aussi d'une grande force et se révèle énergique au travail.

### Sélection
La sélection de la race Dales est assurée par la Dales Pony Society (placée sous le patronage du Prince de Galles) au Royaume-Uni et par la Dales Pony Society of America, société fille de la précédente, pour l'Amérique du Nord. Le stud-book du poney dales est divisé en deux sections, A et B. La section A est réservée aux poneys conformes à leur standard de race. Les poneys qui ne satisfont pas aux normes définies par le registre de la race peuvent être enregistrés sous le statut B, ce qui signifie qu'ils sont de lignée Dales mais qu'ils n'ont pas l'apparence ou les allures adéquates.
Les poulains issus de juments dales et d'étalons non-dales ne peuvent être enregistrés, car le registre de la race souhaite promouvoir l'élevage des poneys en race pure pour maintenir une population en nombre acceptable. Les croisements sont en effet découragés, en raison de la menace d'extinction pesant toujours sur la race.

### Génétique
La race reste menacée par la consanguinité et l'existence de maladies génétiques qui en découle. La diversité génétique du Dales est en effet assez mauvaise.
Comme le Fell, il est victime d'une maladie mendelienne récessive mortelle, le syndrome d'immunodéficience du poulain (en anglais Foal immunodefiancy syndrom, FIS, également connu comme le « syndrome du poney Fell »). Le premier cas de Dales affecté a été rapporté en 2008. Ce syndrome provoque la mort des poulains peu après leur naissance, faute de défenses immunitaires. La maladie provient d'un étalon reproducteur fondateur, commun aux deux races du Fell et du Dales. Les études réalisées en 2011 estiment que 18 % des poneys Dales adultes sont porteurs de la mutation récessive responsable. La mise en place d'une sélection génétique sur les reproducteurs a été préconisée pour éviter les naissances de poulains malades. En 2013, cette sélection a porté ses fruits.

## Utilisations

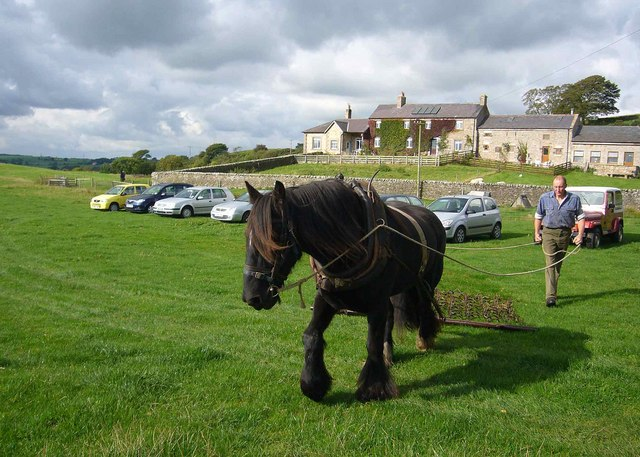
Poney dales au travail agricole à Clarks Hill Farm.

Ce petit cheval polyvalent, longtemps élevé en privilégiant son utilité au travail et sa sûreté de pied, est employé à l'origine au bât et à la traction, selon les besoins des agriculteurs. Il a beaucoup été mis à contribution dans les mines de plomb et de charbon. Particulièrement fort, le Dales peut porter jusqu'à 100 kg, (ce qui permet aisément à un homme adulte de le monter,) et tirer environ une tonne. Il a servi de monture pendant des chasses à courre, mais aussi pour les bergers de sa région natale. L'armée a également fait appel à ses services, le Dales représentant la première race britannique pour le bât et le trait.
Désormais, il est apprécié monté ou attelé, pour le trait léger et toutes les formes de tourisme équestre, en incluant la randonnée nommée pony-trekking sur son île d'origine. Il est parfaitement adapté aux variations du terrain, et peut se déplacer sur la neige. Il est considéré comme un excellent poney de randonnée. Sur les terrains de concours, il arrive d'en voir en dressage, un Dales ayant remporté l'édition 2018 du festival de dressage Horse & Hound. Son aptitude au saut est reconnue par les agriculteurs qui l'élèvent. Il est toujours employé au travail agricole, en petit nombre.

## Diffusion de l'élevage

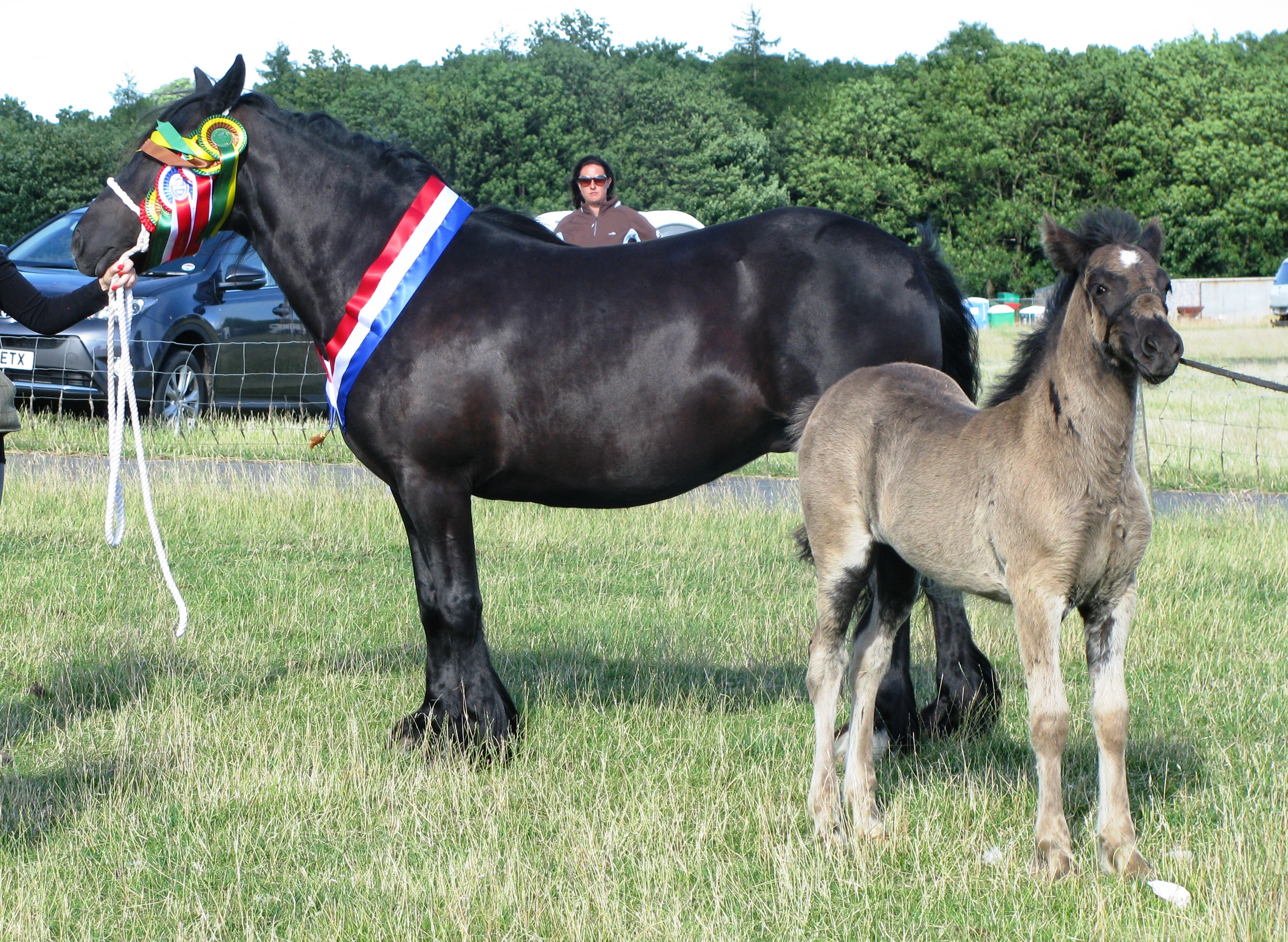
Jument et poulain primés par la Dales Pony Society en 2013.

Le Dales est une race rare, toujours menacée d'extinction. L'étude menée par Rupak Khadka de l'université d'Uppsala, publiée en août 2010 pour la FAO, signale le Dales comme race locale européenne à diffusion internationale transfrontière, en danger d'extinction, mais bénéficiant de mesures de protection. Cela correspond au statut « DM », tel qu'indiqué sur l'évaluation de la FAO publiée en 2007. La population totale était estimée à 1 000 juments en 2006, tous pays confondus.
En 2006, il n'existe pas plus que quelques sujets Dales en France. Cependant, l'année suivante, Lætitia Bataille conseille dans son ouvrage de développer l'élevage de cette race, en raison de ses qualités.

### Au Royaume-Uni
Le statut de la race a longtemps été « en danger » (endangered) auprès de Rare Breeds Survival Trust, ce qui signifie que le cheptel total du Royaume-Uni est situé entre 300 et 500 femelles reproductrices (en 2014). En 2015, le Dales est re-classé comme race « critique » (critical), le nombre de juments étant tombé à moins de 300,. Les raisons de cette chute d'effectifs sont attribuées à la crise économique.
De petites hardes de Dales vivent toujours à l'état sauvage dans l'Est des Pennines. En 2007, leur nombre est estimé à environ 30 juments en âge de se reproduire. Chaque année, le Dales est présent au Royal International Horse Show de Londres. Le show de présentation annuel de la race Dales, tenu à Barnard Castle, a connu sa centième édition en 2016, avec un défilé dans les rues de la commune. L'édition de 2018 a vu des centaines de propriétaires de poneys ainsi que des visiteurs venus de nombreuses régions éloignées du Royaume-Uni

### En Amérique du Nord
Le Dales compte de nombreux amateurs au Canada et aux États-Unis, une association de race existant pour gérer les poneys présents dans ces deux pays.
Equus Survival Trust classe le Dales comme étant en danger « critique » d'extinction (entre 100 et 300 femelles aptes à se reproduire) aux États-Unis, d'après son évaluation de 2016.
L’American Livestock Breeds Conservancy, toujours aux États-Unis, classe cette race comme « menacée » (threatened), ce qui signifie que la population mondiale est inférieure à 5 000 individus et que les animaux enregistrés chaque année aux États-Unis sont moins de 1 000.

## Dans la culture
Dans les années 1960, les agriculteurs du Nord de l'Angleterre racontent de nombreuses histoires relatives à la sagacité du Dales. La race est citée dans des pony books anglophones, tels que la série The Pony Whisperer, ainsi que dans le roman d'amour Once A Mistress de Rebecca Hagan Lee. Dans ses Mémoires d'un vétérinaire du Yorkshire du Nord, James Herriot évoque les poneys dales.

#### Publications scientifiques
- [Alderson 2005] (en) G. L. H. Alderson, « The numerical and genetic status of native horses and pony breeds in Britain », dans Conservation Genetics of Endangered Horse Breeds, Wageningen Academic Pub, 2005 (ISBN 9076998795 et 9789076998794)
- [Gothran et Luis 2005] (en) E. G. Gothran et C. Luis, « Genetic distance as a tool in the conservation of rare horse breeds », dans Conservation Genetics of Endangered Horse Breeds, Wageningen Academic Pub, 2005 (ISBN 9076998795 et 9789076998794)

#### Encyclopédies des races de chevaux
- [Bataille 2007] Lætitia Bataille, Les poneys : Races et élevage, Éditions France Agricole, 2007, 351 p. (ISBN 9782855571409).
- [Bataille et Tsaag Valren 2017] Lætitia Bataille et Amélie Tsaag Valren, Races équines de France, Paris, Éditions France Agricole, janvier 2017, 2e éd. (1re éd. 2008), 304 p. (ISBN 2-85557-481-1, OCLC 971243118, BNF 45194192). .
- [Bernard Corn et Miriski 2006] Isabelle Bernard, Myriam Corn et Pierre Miriski, « Dales », dans Les races de chevaux et de poneys, Éditions Artemis, coll. « Les équiguides », 2006 (ISBN 2844163386 et 9782844163387).
- [Churchill 1980] (en) Peter Churchill, The World Atlas of Horses & Ponies [« L'atlas mondial des chevaux et poneys »], Sampson Low, 1980, 160 p., « Dales/Fell Pony »
- [Draper 2006] Judith Draper, « Le Dales », dans Le grand guide du cheval : les races, les aptitudes, les soins, Éditions de Borée, 2006, 256 p. (ISBN 9782844944207, lire en ligne).
- [Druby 1949] Marsden Druby, « Dales Ponies », dans The Book of the Horse, Nicholson & Watson, 1949, 3e éd., 879 p., p. 679
- [Dutson 2012] (en) Judith Dutson, Storey's Illustrated Guide to 96 Horse Breeds of North America, Storey Publishing, 7 mai 2012, 2e éd., 416 p. (ISBN 1-60342-918-2), « Dales ».
- [Edwards 1992] (en) Elwyn Hartley Edwards, Leading the field: British native breeds of horses and ponies, Londres, Stanley Paul, 1992 (ISBN 0-09-175332-5)
- [Edwards 2006] Elwyn Hartley Edwards, Les chevaux, Éditions de Borée, 2006, 234-235 p. (ISBN 9782844944498, lire en ligne).
- [Edwards 2016] (en) Elwyn Hartley Edwards, The Horse Encyclopedia [« L'encyclopédie du cheval »], DK, 2016, 360 p. (ISBN 0-241-28142-3), « Dales Pony ». .
- [Fitzpatrick 2016] (en) Andrea Fitzpatrick (photogr. Kit Houghton), The Ultimate Guide to Horse Breeds [« Le guide ultime des races de chevaux »], Book Sales, 2016, 448 p. (ISBN 0785834672 et 9780785834670)
- [Glyn 1974] (en) Richard Glyn, The world's finest horses and ponies [« Les plus beaux chevaux et poneys du monde »], G. G. Harrap, 1974, 1re éd., 128 p. (ISBN 0245592679 et 9780245592676, OCLC 872635305), « Dales pony »
- [Hendricks 2007] (en) Bonnie Lou Hendricks, International Encyclopedia of Horse Breeds [« Encyclopédie internationale des races de chevaux »], Norman, University of Oklahoma Press, 15 août 2007, 2e éd., 486 p. (ISBN 0-8061-3884-X, OCLC 154690199, lire en ligne), « Dales Pony », p. 147. .  — Source universitaire.
- [Hinton 1971] (en) Phyllis Hinton, British native ponies and their crosses, Nelson, coll. « Nelson's horsemaster series », 1971, 119 p., « The tough Dales Pony »
- [Hubrecht 2005] Emmanuelle Hubrecht (dir.), Les plus beaux chevaux du monde, éditions Atlas, coll. « Atlas nature », 3 mai 2005 (ISBN 9782723451406), « Le dales ».
- [Lynghaug 2009] (en) Fran Lynghaug, The Official Horse Breeds Standards Guide : The Complete Guide to the Standards of All North American Equine Breed Associations, Minneapolis, MBI Publishing Company LLC, 2009, 672 p. (ISBN 1-61673-171-0, lire en ligne), « Dales pony ». .
- [Pickeral 2003] (en) Tamsin Pickeral, Encyclopedia of horses and ponies [« Encyclopédie des chevaux et poneys »], Barnes & Noble Books, 2003, 384 p. (ISBN 0760734577 et 9780760734575)
- [Porter et al. 2016] (en) Valerie Porter, Lawrence Alderson, Stephen J. G. Hall et Dan Phillip Sponenberg, Mason's World Encyclopedia of Livestock Breeds and Breeding, CAB International, 9 mars 2016, 6e éd., 1 107 p. (ISBN 1-84593-466-0, OCLC 948839453), « Dales Pony », p. 459.
- [Swinney 2006] (en) Nicola Jane Swinney, Horse Breeds of the World [« Races de chevaux du monde »], Globe Pequot, 2006 (ISBN 1-59228-990-8, lire en ligne)

#### Autres ouvrages
- [Curry 2004] (en) Marion Curry, 1000 Facts On Horses, Miles Kelly Publishing Ltd, 2004 (ISBN 1-84236-469-3)
- [Harding 2004] (en) D.W. Harding, The Iron Age in Northern Britain: Celts and Romans, natives and invaders, New York, Routledge, 2004 (ISBN 0-415-30149-1)
- [Ministry of Agriculture and Fisheries 1924] (en) Ministry of Agriculture and Fisheries, « Dales Ponies », The Journal of the Ministry of Agriculture, vol. 31,‎ 1924
- [Weigall 2008] (en) Arthur Weigall, Wanderings in Roman Britain, Read Books, 2008 (ISBN 978-1-4437-0228-7)